# 高滝村
高滝村（たかたきむら）は、かつて千葉県市原郡に存在し、昭和の大合併で廃止された村。現在の市原市南部（加茂地区）に所在していた。

## 地理
市原郡（郡域はほぼ現在の市原市と重なる）の南部に位置する村であった。1916年（大正5年）時点では、北は明治村（のちの牛久町）、東は鶴舞町、南は富山村・里見村、西は君津郡馬来田村と接していた。
1916年（大正5年）に編纂された『千葉県市原郡誌』によれば、高滝（たかたき）・養老（ようろう）・本郷（ほんごう）・大和田（おおわだ）・久保（くぼ）・外部田（とべた）・駒込（こまごめ）・山口（やまぐち）・不入（ふにゅう）の9区（いずれも町村制以前の旧村＝大字）からなっていた。これらの9つの大字の名称は、現在の市原市の大字として存続している。

## 歴史
高滝村は、1889年（明治22年）の町村制施行にともない市原郡鶴舞村・田尾村・池和田村・矢田村・下矢田村・山小川村が合併して発足した。「前史」節では、そこに至るまでのこの地域の状況を概説する。町村制以前の各村（各大字）の詳細については、それぞれの項目を参照のこと。

### 前史

#### 前近代
江戸時代には「高滝郷」という地名で呼ばれた地域の一部である。「高滝」は養老川上流域を指す広域地名で、鎌倉時代の『沙石集』に見られるのが初見であるという（高滝 (市原市)#地名参照）。
近世末期には宮原村・加茂村・小佐貫村・北崎村・本郷村・大和田村・久保村・外部田村・駒込村・山口村・不入村の各村があった。

#### 明治初年から町村制施行まで
1875年（明治8年）に小佐貫村・北崎村が合併して養老村が発足し、1876年（明治9年）に宮原村・加茂村が合併して高滝村が発足した。

### 村史
1889年（明治22年）、町村制施行により、高滝村・養老村・本郷村・大和田村・久保村・外部田村・駒込村・山口村・不入村が合併して「高滝村」が発足した。合併後の新村名については「高滝村」「加茂村」の2案が出て決めかね、郡長の判断を仰ぐ文書も残されているが、合併した諸村のうち高滝村が最も著名であるとの理由で「高滝村」が選ばれた。
1925年（大正14年）、小湊鉄道線の五井駅-里見駅が開通し、高滝駅が開業した（その後、上総久保駅が1933年（昭和8年）に開業）。
1954年（昭和29年）、高滝村は廃止され、富山村・里見村・白鳥村と合併して、加茂村が発足した。

### 後史
旧高滝村の村域には高滝ダムがある。このダムは養老川の治水と上水道・農業用水取水のために設けられた千葉県営の多目的ダムで、村の廃止後の1958年にダム候補地の選定が行われ、110戸の家屋移転などを経て、1990年に完成した。

### 町村制施行以後の行政区画変遷年表
- 1889年（明治22年）4月1日 - 町村制施行に伴い、高滝村・養老村・本郷村・大和田村・久保村・外部田村・駒込村・山口村・不入村が合併し市原郡高滝村が発足。
- 1954年（昭和29年）1月15日 - 富山村、里見村、白鳥村と合併し加茂村となり消滅。
- 1967年（昭和42年）10月1日 - 加茂村と南総町が市原市に編入。加茂村は消滅。

## 交通

### 鉄道
- 小湊鉄道
  - ■小湊鉄道線
    - 上総久保駅 - 高滝駅

## 人物

### 著名な出身者
- 鶴岡安宅 - 久保の人。安井息軒に学び、『房総逸史』などの地域史を編纂。明治初年に東金郷校教授。明治5年（1872年）没[11][12]。